# Góra Świętego Wawrzyńca (Orzesze)
Góra św. Wawrzyńca − wzniesienie na terenie miasta Orzesze w pobliżu granicy z Łaziskami Górnymi. Często mylona ze znajdującą się obok Górką św. Wawrzyńca.
Znajduje się na niej źródło rzeki Bierawka.
Przez górę przechodzą następujące szlaki turystyczne:
 – Szlak Obrońców Polskiej Granicy:
(Makoszowy – Nowy Świat - Halemba – Wirek – Lasy Kochłowickie - Śmiłowice – Paniowy – Bujaków – Góra Sw. Wawrzyńca - Stara Szklarnia - Zawiść – Łaziska Średnie – Wyry – Gostyń – Paprocany) 
 – Szlak Historii Górnictwa Górnośląskiego:
(Katowice – Dolina Trzech Stawów – Murcki – Kostuchna – Podlesie – Mikołów – Łaziska Górne – Brada – Góra Św. Wawrzyńca - Orzesze Jaśkowice – Góra Ramża – Bełk – Stanowice – Leszczyny – Kamień - Wielopole – Rybnik)